# Graphogaster spoliata
Graphogaster spoliata är en tvåvingeart som först beskrevs av Mario Bezzi 1928.  Graphogaster spoliata ingår i släktet Graphogaster och familjen parasitflugor.
Artens utbredningsområde är Fiji. Inga underarter finns listade i Catalogue of Life.